# コノドント

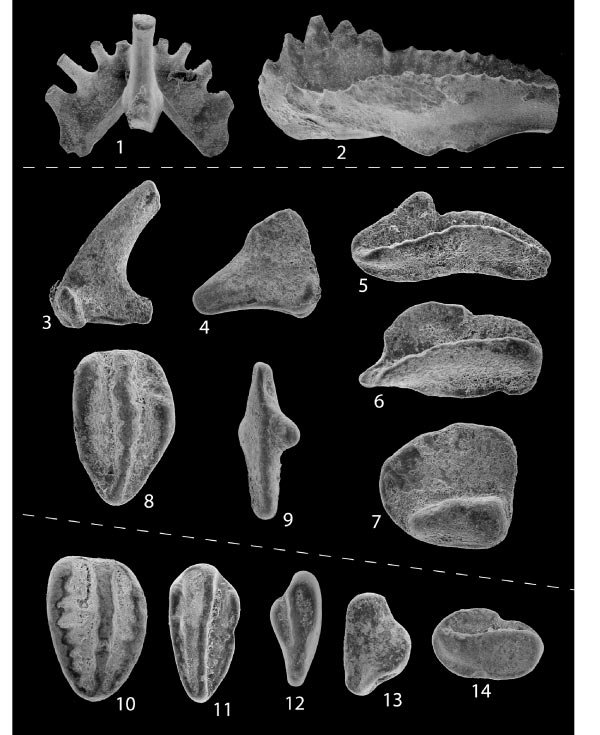

コノドント（英: Conodont）は、カンブリア紀から三畳紀（6億年前から1億8千万年前）の地層から発見される歯状の微化石である。一般に大きさは0.2ミリ～1ミリ程度。
動物体の一部の化石で、その正体は長く謎のままだったが、世界中で発見され示準化石として様々な成果を挙げた。発見された化石が魚の歯に似ていたため、ラテン語で「円錐状の歯」を意味するコノドントと命名された。
現在ではクリダグナサスなどの原始的脊椎動物の歯であると考えられている。

## 特徴
コノドントは石灰質のごく小さな歯状の化石である。形態には多様性があり、おおよそ以下の三つの型に分けられる。
単歯状コノドント
単純な一本の細く鋭い歯であり、先端に向かってやや曲がって尖る。基部は少し広がる。
複歯状コノドント
細長い棒あるいは膜状の基盤上に複数の歯が並んだもの。中央のそれが特に長く、その前後に次第に短いものが並ぶのが普通。
プレート状コノドント
板状やカップ状などの形で、その背面に歯やこぶが並ぶもの。
いずれにせよ、歯の基部の裏面には基底腔（きていこう）と呼ばれるくぼみがあり、この部分で本体に付着していた。
その形態によってそれぞれに命名されるが、実際には一つの動物に複数の型が存在していたことは20世紀前半より考えられた。これは、複数の型のコノドントが規則的に配列したものが発見されたことにより、これは自然集合体と呼ばれる。

## 研究史
最初にコノドントについて報告したのはロシアのクリスチャン・ハインリッヒ・パンダーであった。彼は1856年に「ロシアバルチック地方のシルル系魚類化石のモノグラフ」という論文を発表したが、実際にはこれはすべてコノドントに関するものである。彼はこれを魚類の歯と判断し、それらを属や種に分類して記載した。
これがコノドントの発見であるが、彼の判断はほぼ正しかったことが現在では確認されている。しかしながら、この頃からコノドントの正体は多くの古生物学者を悩ませることとなる。パンダーがこれを発表する以前に、この化石についてフランスのジョアシャン・バランドに意見を請うているが、彼はこれを三葉虫の付属肢の先端の爪であろうと判断した。カール・アルフレート・フォン・ツィッテルは1886年にコノドントについて論文を書き、これを環形動物（ゴカイなど）の顎であると結論づけた。
パンダーに次いでこれを研究したのはイギリスのジョージ・ジェニングス・ヒンデで、彼はアメリカ合衆国ニューヨーク州のデボン系からこれを発見し、記載したが、彼の面白いところは、複数の型のコノドントをまとめて同一の名を付けた。つまり同じ動物の上に複数の形のものが並んで配置したと考えたのである。これは1934年にドイツでヘルマン・シュミットとアメリカのハロルド・W・スコットが平行して自然集合体を発見することで裏付けられた。また、この配置からそれを持つものが左右相称動物であるとの判断も出された。
ただしこの判断もすぐに定着したわけではなく、例えば当時のコノドント研究の大御所であったエドワード・ブランソンやモーリス・メールは、自然集合体を認めず、おそらくコノドント動物の捕食者が複数のそれを捕食したため、糞の中に集まったものだろうと批判的に論じた。

## コノドント動物の探索

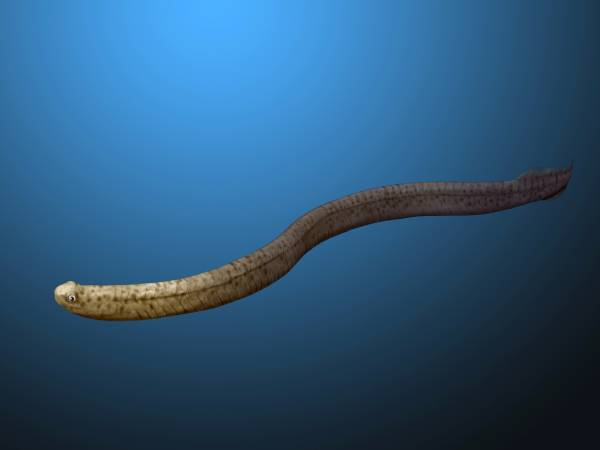
オルドビス紀のコノドント動物、プロミッスムの復元イラスト

コノドントが発見されてから、その正体が分かるまでには、随分時間がかかっている。その間に、コノドントの研究は進み、その重要性が増すにつれ、正体探しにも熱が入った。コノドントの研究から、その正体が歯のようなものであろうとは言われたものの、環形動物であるとか、脊椎動物であるとか、さまざまな説が飛び交った。
最初にコノドントの正体として発表されたのは、バージェス動物群のひとつ、オドントグリフスである。サイモン・コンウェイ・モリスは、1976年に、この体長6cmの腹背方向に扁平な動物を記載し、この動物の口の周辺に並ぶ短い触手の中に、歯のような骨があったらしい痕跡を見つけ、これがコノドントである可能性を遠回しに示唆した。分類群名として有錘歯綱（コノドントフォリダ）という名前すら提案した。しかし、軟体部の保存のよさに比べて固いはずの部分が残っていないことなどから、疑問視するものも多かった。
1970年ころ、ウィリアム・メルトンとハロルド・W・スコットはモンタナ州の石炭紀後期の地層からコノドント動物を発見したことを発表した。この動物、ティフロエスス（Typhloesus）は体長約5cm左右に扁平な楕円形で、尾部にヒレがあり、全体はナメクジウオに似ている。この動物化石の腸に当たると思われる部分から、まとまったコノドントが見つかった。そこで、コノドントは腸内に並んで餌の仕分けなどを行なっていたのではないかとも言われた。しかし、発見されたコノドントは完全な姿ではなく、その後これはコノドント動物ではなく、コノドント動物を食べたものだと言われるようになった。ティフロエスス自体の分類は不明だが、軟体動物であるという説が提唱されている。
1983年に初めて真のコノドント動物の化石が発見された。その後さらにいくつかの化石が発見され、次第にその姿が明らかになった。それによると、この動物、クリダグナサスは現在のヤツメウナギなどと類縁のあるものと考えられており、コノドントはこのような形態をした動物の歯であるとするのが現在の見地である。コノドントの化石自体の豊富性に対し、胴部の形態が保存されるコノドント動物の化石記録は2020年代時点ではクリダグナサス、プロミッスム（Promissum）、パンデロドゥス（Panderodus）の3属のみである。
コノドント自体は日本国内でも、1958年、群馬県みどり市（旧大間々町）で最初の発見がなされている。また、岩手県岩泉町からは頭部の構造を保存した三畳紀のコノドント動物の化石が記載された。

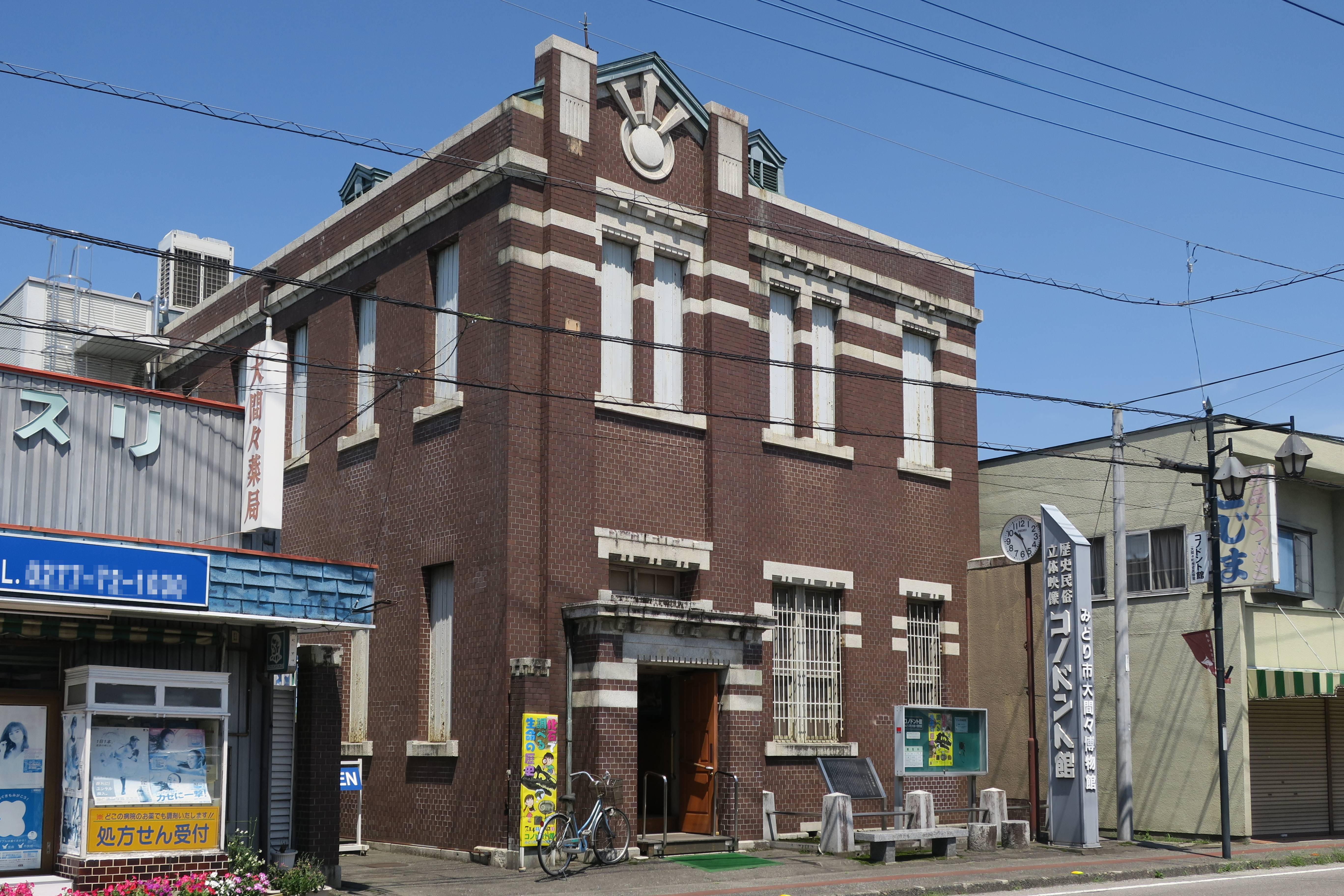
コノドント館（群馬県みどり市、みどり市大間々博物館）